# Ład naturalny
Ład naturalny (porządek naturalny) – w niektórych koncepcjach filozoficznych oznacza pewien porządek zakorzeniony w naturze. Z powodu wieloznaczności pojęć porządku i natury, poszczególne doktryny filozoficzne znacznie różnią się w rozumieniu ładu naturalnego.
Porządek naturalny należy odróżnić od porządku natury, czyli od pojmowania natury jako rzeczywistości uporządkowanej, którą można opisać dzięki prawom przyrody.
W społecznej myśli fizjokratów, ład naturalny to stan w którym występują najpomyślniejsze warunki dla działania gospodarczego.  W filozofii politycznej Friedricha von Hayeka łączone jest z pewną koncepcją prawa naturalnego. U Hansa-Hermanna Hoppe'go pojęcie to oznacza z kolei anarchokapitalistyczny ustrój społeczno-polityczny. 

## Ład naturalny u Friedricha von Hayeka
Pojęcie porządku jest kluczowe dla filozofii politycznej Friedricha von Hayeka i odnoszone jest do wielu sfer rzeczywistości społecznej (ekonomii, polityki, prawa). Wyróżnia on dwa rodzaje porządków - porządki stworzone przez człowieka w sposób celowy, oraz porządki powstałe w sposób naturalny (spontaniczny). Porządki spontaniczne powstają jako efekt działań niezależnych jednostek, postępujących zgodnie z pewnymi regułami. Reguły te to pewne regularności w postępowaniu jednostek, wymuszane przez okoliczności i nie zawsze uświadamiane. Przykładem porządku naturalnego może być rynek powstały w oparciu o normy wymiany i wzajemności w społeczeństwach nowoczesnych. Porządki naturalne nie mają jasno określonego celu, lecz spełniają określone funkcje, a w ich ramach jednostki realizują swe własne cele jednostkowe.  Są one oceniane znacznie wyżej od porządków celowych. Celowe porządki są proste i oparte na abstrakcyjnych zasadach, przez co nie zawsze pasują do skomplikowanej rzeczywistości społecznej. Porządki spontaniczne wyrastają wprost z tej rzeczywistości i dlatego są do niej lepiej dostosowane. Są one odporne na manipulacje i próby ich zdominowania przez władzę autorytarną. Z tego powodu są one warunkiem istnienia wolnych społeczeństw. 

## Ład naturalny u Hansa-Hermanna Hoppe'go
Hans-Hermann Hoppe, opublikował książkę "Demokracja: bóg który zawiódł. Ekonomia i polityka demokracji, monarchii i ładu naturalnego", gdzie dokonał komparatywnej analizy trzech systemów (monarchia, demokracja, ład naturalny) i przeprowadził, opartą w dużej mierze na dziele Bertranda de Jouvenela "O władzy i naturalnej historii jej wzrostu" – rewizjonistyczną rekonstrukcję tysiącletniej historii politycznej świata zachodniego od Średniowiecza, z jego (początkowo) bezpaństwowym systemem feudalnym i plątaniną niezależnych terytoriów i jurysdykcji, poprzez monarchie absolutne i państwa narodowe, do współczesnych demokratycznych "państw opiekuńczo-wojennych" (welfare-warfare-states) i amerykańskiego uniwersalnego imperium światowego, Hoppe wychodzi od zasadniczych założeń teoretycznych i definicji, które pozwalają wyjaśnić i uporządkować chaotyczny zbiór nagromadzonych "faktów historycznych". Państwo według Hoppe, to organizacja, która posiada terytorialny monopol ostatecznej jurysdykcji i rozstrzygania wszystkich spraw konfliktowych, włączając w to konflikty poddanych z samym państwem. Monopol ostatecznego użycia przemocy znajdujący się w rękach państwa oznacza monopol nakładania podatków, czyli przymusowej daniny na rzecz tych, którzy wchodzą w skład aparatu państwowego. Każdy podatek jest formą wyzysku naruszającego prawo własności mające swój fundament w prywatnym posiadaniu własnego ciała; własność prywatna jest w każdym przypadku lepsza (pod względem moralnym i ekonomicznym) od własności publicznej, która zawsze ustanawiana jest na drodze wyzysku podatkowego.